# Leandro Pereira
Leandro Pereira, vollständiger Name Leandro Marcos Peruchena Pereira, (* 3. Juli 1991 in Araçatuba) ist ein brasilianischer Fußballspieler. Er wird auf der Position eines Mittelstürmers eingesetzt.

## Karriere
Pereira begann seine Laufbahn beim Ferroviária. Seine ersten Profieinsätze erhielt er 2012, als er als Leihgabe beim |Mogi Mirim EC spielte. In der Staatsmeisterschaft von São Paulo 2012 gab er am 2. Februar 2012 sein Debüt. Im Auswärtsspiel gegen die SE Palmeiras wurde er in der 72. Minute eingewechselt.
2013 wechselte Pereira zum Capivariano FC. Mit diesem trat er in der Staatsmeisterschaft von São Paulo an. Zu Beginn der Meisterschaftsrunde verlieh der Klub in an ADRC Icasa in die Série B. Zu der Zeit trug er noch den Spitznamen Leandro Banana.
Zur Saison 2014 wechselte Pereira zum Cianorte FC, dieser verlieh ihn direkt für die Spiele in der Staatsmeisterschaft von São Paulo an Portuguesa. Im Anschluss an den Wettbewerb kam Pereira ebenfalls auf Leihbasis zu Chapecoense, welcher zur Saison 2014 in die Série A aufgestiegen war.
Im Dezember 2014 wurde bekannt, dass Pereira zur SE Palmeiras wechselt. Im August des Jahres kaufte der belgische FC Brügge den Spieler von Palmeiras. Für 75 % der Transferrechte wurden 5 Millionen Real gezahlt, 50 % an Palmeiras und 25 % an Investoren. Die restlichen 25 % verblieben bei Investoren. In der Saison 2015/16 bestritt Pereira noch 17 Liga Spiele für Brügge und konnte mit dem Klub am Ende die Meisterschaft feiern. Ein Tor gelang ihm dabei nicht. Nach der Saison kehrte Pereira als Leihgabe zu Palmeiras zurück. Hier blieb Pereira bis Jahresende und konnte mit dem Klub die Meisterschaft 2016 feiern. In zehn Spielen steuerte er hier zwei Tore bei. Im Januar 2017 wurde dann seine Leihe an Sport Recife bekannt gegeben.
Nachdem Pereira in die Saison 2018 noch mit Sport in die Staatsmeisterschaft gestartet war, kam er zur Meisterschaftsrunde als Leihgabe zu Chapecoense, bei welchem er bereits 2014 unter Vertrag stand.
Am 15. Januar 2019 gab Brügge den Wechsel von Pereira nach Japan bekannt. Er unterschrieb bei Matsumoto Yamaga FC. Bereits im August 2019 ging seine Reise weiter. Er wechselte innerhalb Japans im Zuge einer Leihe zum Sanfrecce Hiroshima. Für Sanfrecce bestritt er 35 Spiele und schoss dabei 19 Tore. Im Januar 2021 wechselte er ablösefrei zum ebenfalls in der ersten Liga spielenden Gamba Osaka nach Suita. Für Gamba bestritt er 47 Erstligaspiele. Im Januar 2023 zog es ihn in den Iran, wo er einen Vertrag beim FC Persepolis in der Hauptstadt Teheran unterschrieb.
Anfang August 2023 wechselte der Spieler ablösefrei nach Japan zum Tochigi SC. Er kehrte aber bereits zum Saisonstart 2024 in seine Heimat zurück. Hier unterschrieb er beim Botafogo FC (SP). Zum Start in die Saison 2025 wechselte Pereira zum Paraná Clube.

## Erfolge
Mogi Mirim
- Staatsmeisterschaft von São Paulo – Interior: 2012

FC Brügge
- Belgischer Meister: 2016

Palmeiras
- Campeonato Brasileiro de Futebol: 2016

Sport Recife
- Taça Ariano Suassuna: 2017, 2018
- Staatsmeisterschaft von Pernambuco: 2017